# Nelvana
Nelvana è uno studio di animazione canadese, fondato nel 1971 e sito in Toronto. Il nome fu deciso dai suoi fondatori: Michael Hirsh, Patrick Loubert, e Clive A. Smith, ispirati dal nome della supereroina canadese ideata da Adrian Dingle nel 1941: Nelvana of the Northern Lights. La proprietà della compagnia è, da settembre 2000, della Corus Entertainment, una società derivata dalla Shaw Communications.
L'azienda ha collezionato una nutrita serie di premi per molte delle sue serie televisive, fra cui: Rolie Polie Olie, Babar, Allacciate le cinture! Viaggiando si impara, Sorriso d'argento, e altre ancora.
Il suo logo è un orso polare rivolto verso Polaris.

## Filmografia

### Lungometraggi
- The Star Wars Holiday Special (The Star Wars Holiday Special) (1978)
- Rock & Rule (1983)
- Gli orsetti del cuore - Il film (The Care Bears Movie) (1985)
- Gli orsetti del cuore 2 - La nuova generazione (The Care Bears Movie II: A New Generation) (1986)
- Affittasi Ladra (Burglar) (1987) (Live action)
- Gli orsetti del cuore - Una giornata a Giocattolandia (Care Bears: Journey to Joke-a-Lot) (2004)
- Babar (Babar: The Movie) (1989) - 70 minuti
- Franklin and the Green Knight: The Movie (2000)
- The Little Bear Movie (2001)

### Serie televisive
- L'ispettore Gadget (Inspector Gadget) 1983 (solo prima stagione)
- Droids Adventures (1985-1986)
- Ewoks (1985-1986
- Dinosaucers 1987
- Un mostro tutto da ridere (My Pet Monster) 1987
- Re Babar (Babar) 1989-1991
- In che mondo stai Beetlejuice? (Beetlejuice) 1989-1991
- Chiudi gli occhi e sogna - Little Rosey (Little Rosey) 1990
- Le avventure di Tin Tin (The Adventures of Tintin)  1991-1992
- Rupert (Rupert) 1991-1997
- Le avventure di Fievel (Fievel's American Tails)  1992
- Fl-eek Stravaganza (Eek! The Cat) 1992-1997
- Qua la zampa, Doggie (Family Dog) 1993
- Brividi e polvere con Pelleossa (Tales From The Cryptkeeper) 1993-1999
- Cadillacs e dinosauri (Cadillacs and Dinosaurs) 1993
- Free Willy 1994
- La sfera del tempio orientale (WildC.A.T.s) 1994-1995
- Allacciate le cinture! Viaggiando si impara (The Magic School Bus) 1994-1997
- La storia infinita (The Neverending Story) 1995-1996
- Ace Ventura (Ace Ventura: Pet Detective) 1995-2000
- Il Piccol'orso (Little Bear) 1995-2003
- Vicini terribili (Stickin' Around) 1996-1998
- Pippi Calzelunghe (Pippi Longstockings) 1997-1998
- Un tritone per amico (Ned's Newt) 1997
- Donkey Kong Country (Donkey Kong Country) 1997 (distribuzione internazionale)
- Franklin (Franklin) 1999-2006
- Rolie Polie Olie 1998-2004
- Anatole (Anatole) 1998-2000
- Scuola media Rinoceronte Volante (Flying Rhino Junior High) 1998-2000
- George e Martha (George and Martha) 1999-2000
- Giochiamo all'avventura con l'alce Elliot (Elliot Moose) 1998-2000
- Blaster's Universe 1999-2000
- Rescue Heroes - Squadra soccorso (Rescue Heroes) 1999-2002
- Maggie e l'incredibile Birba (Maggie and the Ferocious Beast) 2000-2002
- Lisa e il suo orsacchiotto (Corduroy) 2000-2001
- George Shrinks 2000-2001
- John Callahan's Quads! 2001-2002
- Sorriso d'argento (Braceface) 2001-2004
- Cyberchase 2002-2020
- Max e Ruby (Max & Ruby) 2002-2019
- Clone High 2002-2003
- Jacob due due (Jacob Two-Two) 2003-2006
- 6teen 2004-2010
- Miss Spider (Miss Spider's Sunny Patch Friends) 2004-2008
- Gli zonzoli (The Backyardigans) 2004-2010
- Being Ian 2005-2008
- Jane e il Drago (Jane And The Dragon) 2005-2006
- Class of the Titans 2005-2008
- Di-Gata Defenders 2006-2008
- Grossology 2006-2009
- Ruby Gloom 2006-2009
- Z-Girls (Z-Squad) 2006-2007 (coproduzione con Enemes Co.)
- Manny tuttofare (Handy Manny) 2006-2013
- Il mio amico Coniglio (My Friend Rabbit) 2007-2008
- Wayside 2007-2008
- Bakugan - Battle Brawlers 2007-2008
- Indovina con Jess (Guess with Jess) 2008-2010
- Willa's Wild Life 2008-2009
- Pearlie  2009-2011
- Hot Wheels Battle Force 5 2009-2011
- Babar e le avventure di Badou (Babar: Les Aventures de Badou) 2010-2015
- Maya and Miguel and the Adventures of Penny (2010-2017)
- Le avventure di Chuck & Friends (The Adventures of Chuck & Friends) 2010-2012
- I Fantaeroi (Sidekick) 2010-2013
- Professor Young (Mr. Young) 2010-2013
- Franklin and Friends 2011-2012
- Squitto lo scoiattolo (Scaredy Squirrel) 2011-2013
- Mike il cavaliere (Mike the Knight) 2011-2017
- Life with Boys 2011-2013
- Detentionaire 2011-2015
- Bubble Guppies - Un tuffo nel blu e impari di più (Bubble Guppies) 2011-2016 (solo stagioni 2-4)
- BeyWheelz 2012
- Aiuto! Il mio sedere è impazzito (The Day My Butt Went Psycho!) 2013-2015
- Little Charmers 2015-2017
- The Stanley Dynamic 2015-2017
- Fresh Beat Band: Le Spie (Fresh Beat Band of Spies) 2015-2016
- Ranger Rob 2016-2021
- The Zhu Zhu Pets (The ZhuZhus) 2016-2017
- Hotel Transylvania - La serie (Hotel Transylvania: The Series) 2017-2020
- Mysticons 2017-2018
- Dez dei desideri (Wishfart) 2017-2018
- Bakugan Battle Planet 2018
- Corn & Peg 2019-2020
- Binky agente segreto 2019-2020
- Lo zainetto di Ollie (Ollie's Pack) 2020-2021
- Dog & Pony Show (Dog & Pony Show) 2020-2021
- The Hardy Boys 2020-2023
- Il trenino Thomas - Grandi Avventure Insieme (Thomas & Friends: All Engines Go) 2021-
- Super Wish 2022-
- Best & Bester 2022-2023
- Builder Brothers Dream Factory 2023-
- Zokie nel mondo di Ruby (Zokie of planet Ruby) 2023-
- Geek Girl 2024-
- Il mondo di Barney (Barney's World) 2024-